# Sérgio Barge
Sérgio Filipe da Silva Barge (Válega, 4 gennaio 1984) è un ex calciatore portoghese, di ruolo difensore.

## Carriera
Ha giocato nella massima serie dei campionati portoghese e cipriota.